# Regione di Banja Luka
La regione di Banja Luka (in serbo Бањалучка регија / Banjalučka regija) è una delle 7 regioni della Repubblica Serba. Il suo capoluogo è la città di Banja Luka, dalla quale prende il nome, ed è situata nel nord della Bosnia.
Secondo stime del 2005, la popolazione della regione ammontava a 709.000 residenti, in maggioranza serbi.

## Geografia
Nella regione è conosciuto soprattutto il fiume Vrbas, ma si possono trovare sorgenti come il fiume Pliva.

## Infrastruttuture e Trasporti
La regione negli ultimi anni ha completato e deve ancora completare numerosi progetti.
Passa soprattutto la strada europea E661.
La regione è dotata dell Aeroporto internazionale di Banja Luka.
Inoltre la Città di Banjaluka gode di una linea ferroviaria denominata Banja Luka - Doboj.
| Strade e autostrade della regione di Banja Luka | Lunghezza | Inizio/fine                                      | Corsie            |
| ----------------------------------------------- | --------- | ------------------------------------------------ | ----------------- |
| Autostrada Gradiška-Banja Luka                  | 26,5 km   | Bosanska Gradiška ( Confine croato) - Banja Luka | 2                 |
| Autostrada Banja Luka-Doboj                     | 72 km     | Banja Luka - Doboj                               | 2                 |
| Tranzit Banja Luka (Tangenziale M16)            | 15 km     | Klašnice - Banja Luka Centar                     | 2                 |
| M 16                                            | 235 km    | Bosanska Gradiška - Kamensko (Olovo)             | 1 (Tangenziale 2) |
| M 4                                             | 260 km    | Novi Grad - Kakaraj                              | 1                 |

## Lista dei comuni
1. Banja Luka (Бања Лука)
2. Bosanska Kostajnica (Босанска Костајница)
3. Čelinac (Челинац)
4. Bosanska Gradiška (Босанска Градишка)
5. Istočni Drvar (Источни Дрвар)
6. Jezero (Jезеро)
7. Kneževo (Кнежево)
8. Kotor Varoš (Котор Варош)
9. Kozarska Dubica (Козарска Дубица)
10. Krupa na Uni (Крупа на Уни)
11. Kupres (Купрес)
12. Laktaši (Лакташи)
13. Mrkonjić Grad (Мркоњић Град)
14. Novi Grad (Нови Град)
15. Oštra Luka (Оштра Лука)
16. Petrovac (Петровац)
17. Prijedor (Приjедор)
18. Prnjavor (Прнjавор)
19. Ribnik (Рибник)
20. Srbac (Србац)
21. Šipovo (Шипово)
22. Teslić (Теслић)